# Gare de Connerré - Beillé
La gare de Connerré - Beillé est une gare ferroviaire française de la ligne de Paris-Montparnasse à Brest, située sur le territoire de la commune de Beillé, à proximité de Connerré, dans le département de la Sarthe, en région Pays de la Loire.
C'est une gare de la Société nationale des chemins de fer français (SNCF) desservie par les trains du réseau TER Pays de la Loire. La gare est aussi le départ du Chemin de fer touristique de la Sarthe.

## Situation ferroviaire

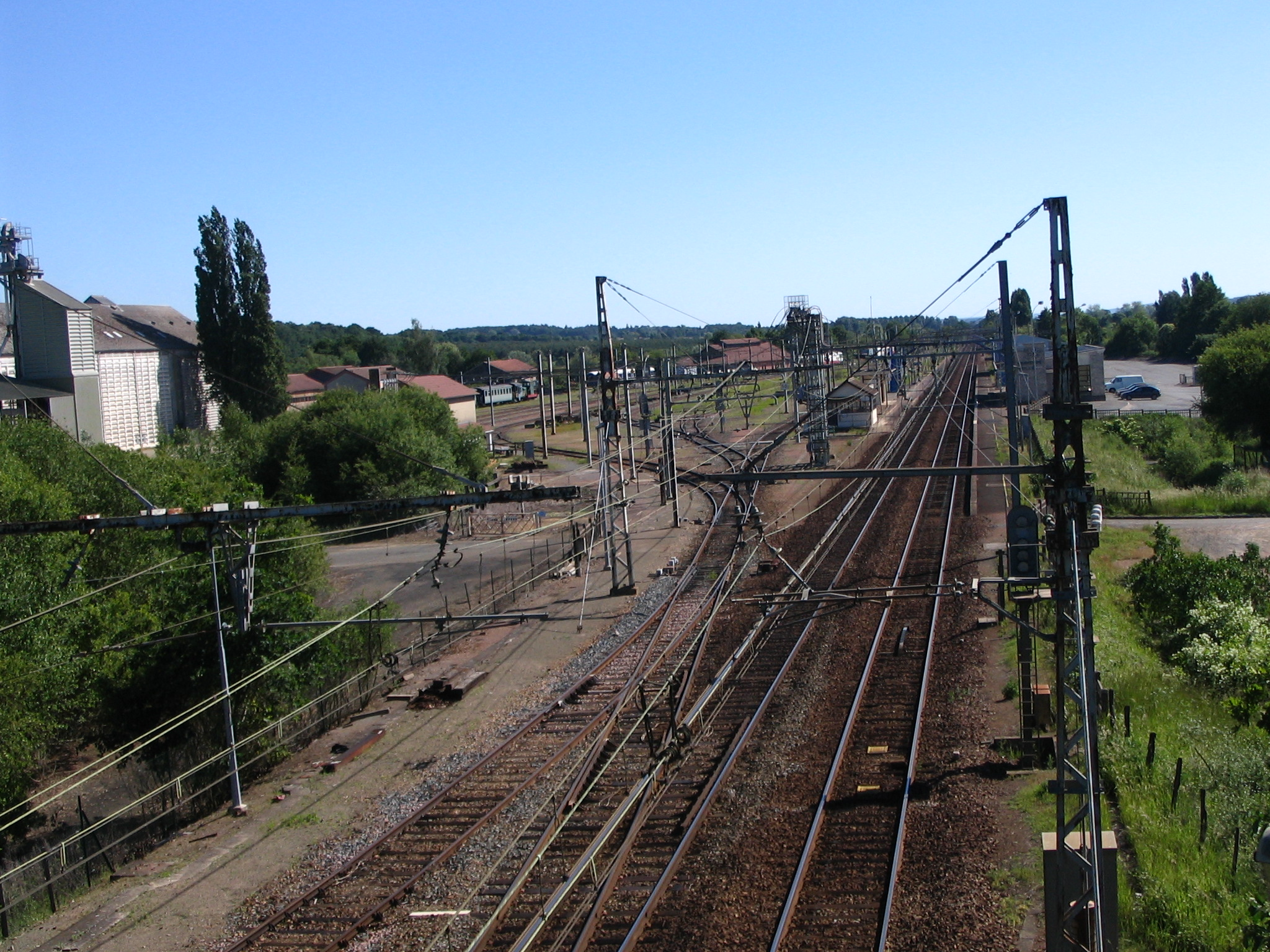
Vue de l'ensemble de la gare.

Établie à 70 m d'altitude, la gare de Connerré - Beillé est située au point kilométrique (PK) 186,739 de la ligne de Paris-Montparnasse à Brest, entre les gares ouvertes de Sceaux - Boëssé et Montfort-le-Gesnois.

## Histoire
La Compagnie des chemins de fer de l'Ouest met en service la station de Conneré le 1er juin 1854 lors de l'ouverture du service voyageurs de sa ligne de Paris-Montparnasse à Brest jusqu'au Mans. Cette station dispose également des installations nécessaires pour les marchandises dont le service est ouvert quelques jours plus tard, le 20 juin.

## Fréquentation
De 2015 à 2023, selon les estimations de la SNCF, la fréquentation annuelle de la gare s'élève aux nombres indiqués dans le tableau ci-dessous.
| Année                      | 2015    | 2016    | 2017    | 2018    | 2019    | 2020   | 2021   | 2022    | 2023    |
| -------------------------- | ------- | ------- | ------- | ------- | ------- | ------ | ------ | ------- | ------- |
| Voyageurs                  | 179 177 | 164 999 | 167 834 | 158 737 | 141 667 | 56 893 | 69 372 | 98 889  | 102 928 |
| Voyageurs et non voyageurs | 213 306 | 196 428 | 199 802 | 188 973 | 168 651 | 67 730 | 82 586 | 117 726 | 122 533 |

## Service des voyageurs

### Accueil
Elle est équipée de deux quais latéraux qui sont encadrés par deux voies. Le changement de quai se fait par une passerelle.

### Desserte

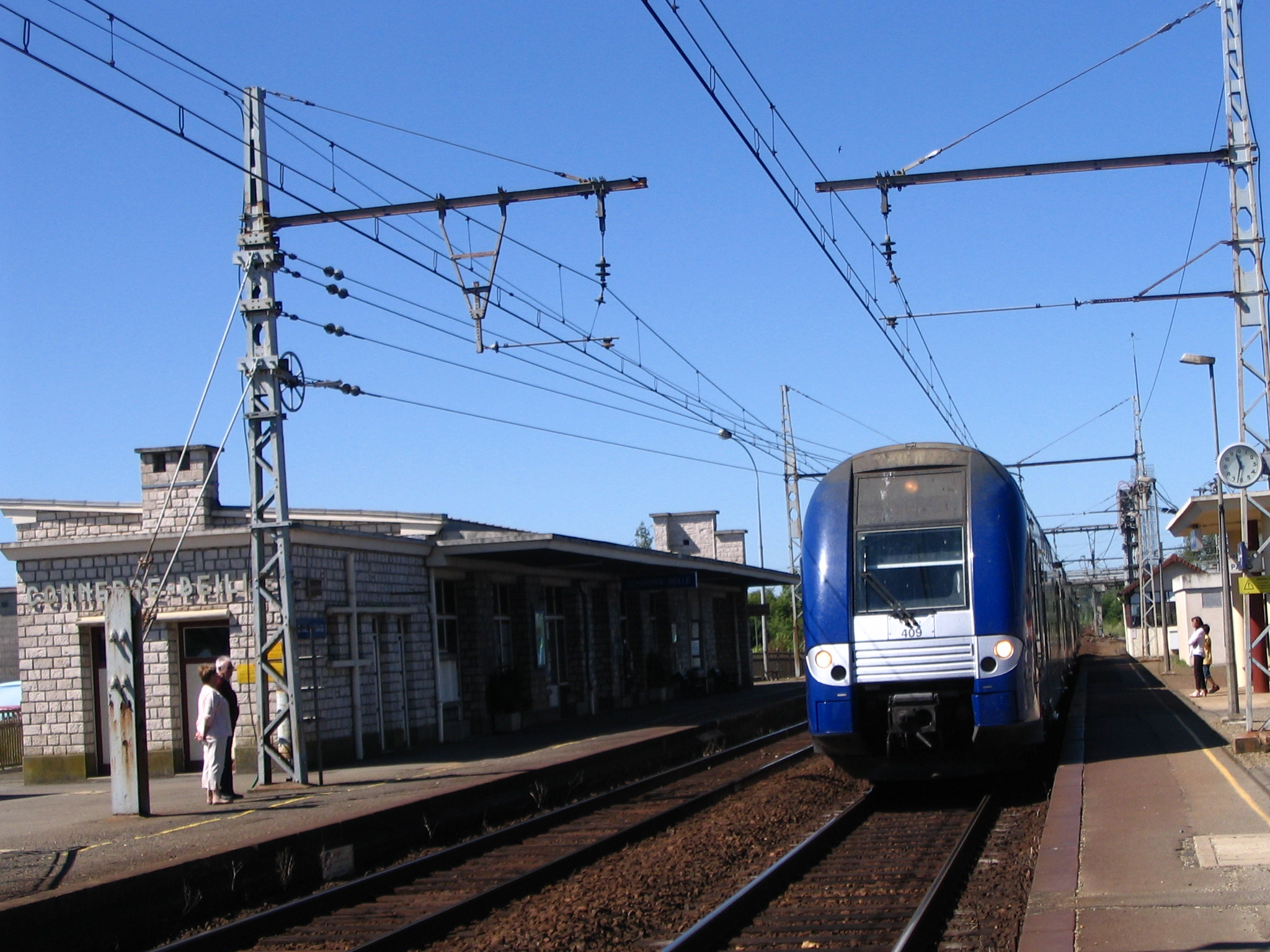
Train TER 2N NG à quai.

La gare de Connerré - Beillé est desservie par les trains du réseau TER Pays de la Loire. Chaque jour de semaine, l'offre se décompose comme suit :
- 9 allers entre Paris et Le Mans et 11 retours (trains semi-directs) ;
- 1 aller-retour entre Chartres et Le Mans (train omnibus) ;
- 7 allers-retours entre Le Mans et Nogent-le-Rotrou (omnibus pour la plupart).

Par les TER semi-directs, le temps de trajet est d'environ 15 min depuis Le Mans, 20 min depuis Nogent-le-Rotrou, 1 h depuis Chartres et 2 h depuis Paris-Montparnasse.
Par ailleurs, le Chemin de fer touristique de la Sarthe (TRANSVAP) propose des animations et des parcours, en trains historiques les dimanches et fêtes de juillet et août, au départ de la gare TransVap de Beillé (au nord de la gare ferroviaire).

### Intermodalité
La gare est desservie par la ligne 214 du réseau Aléop.

## Service des marchandises

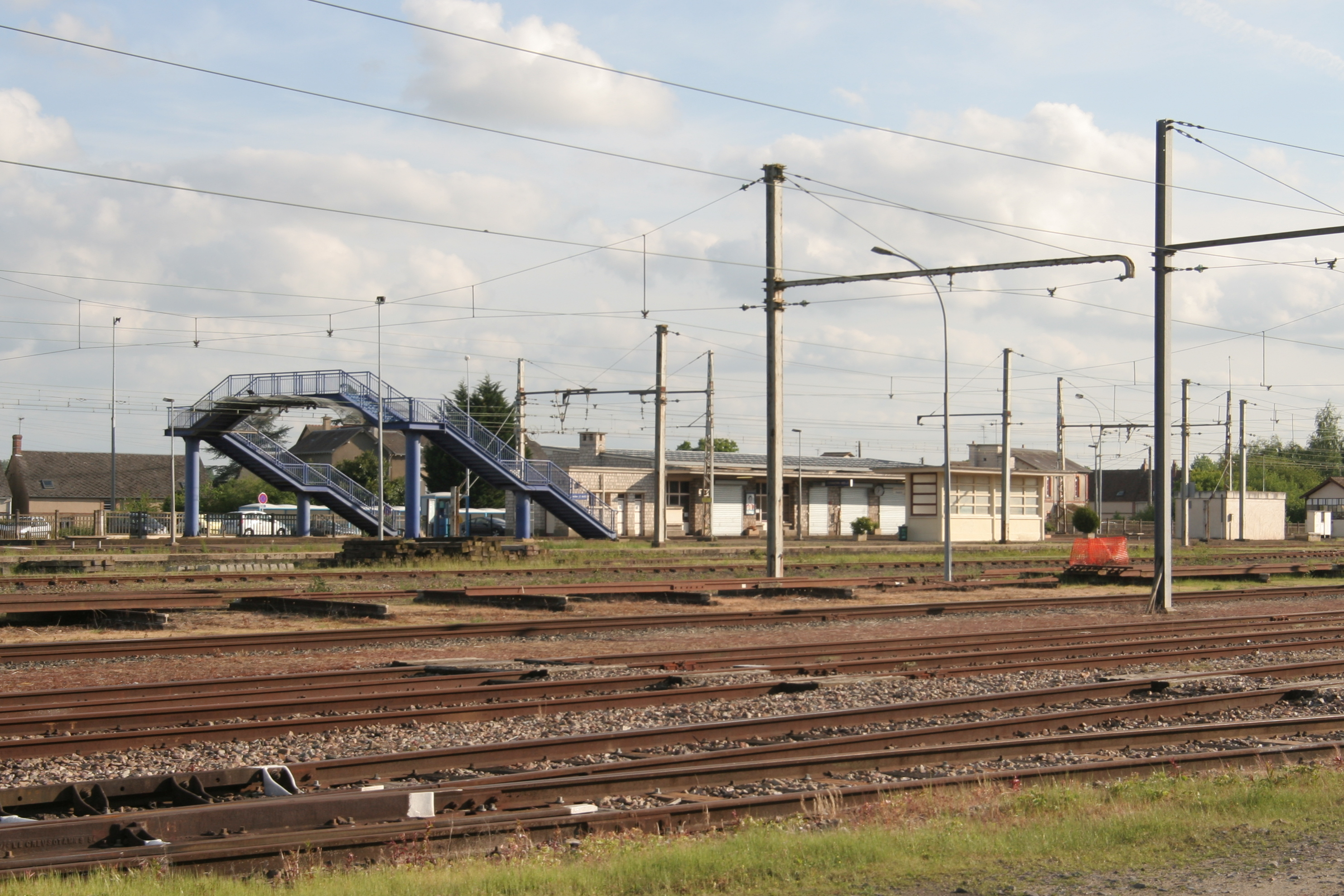
La gare vue depuis les voies de triage.

Cette gare est ouverte au service du fret.